# Biserica „Sfânta Elizabeta” din Cubolta
Biserica „Sf. Elizabeta” cu poarta-clopotniță este o biserică amplasată în Cubolta, raionul Sîngerei, Republica Moldova. Este un monument arhitectural de importanță națională inclus în Registrul monumentelor Republicii Moldova ocrotite de stat cu nr. 2394 (raionul Sîngerei). Datează din 1865.